# NGC 3545A
NGC 3545A (NGC 3545) je eliptična galaktika u zviježđu Velikom medvjedu. Naknadno je utvrđeno da je NGC 3545 ista galaktika.

## Vanjske poveznice
- (eng.) SEDS: NGC 3545
- (eng.) Revidirani Novi opći katalog
- (eng.) Izvangalaktička baza podataka NASA-e i IPAC-a
- (eng.) Astronomska baza podataka SIMBAD
- (eng.) VizieR